# García Íñiguez I de Sobrarbe
García Íñiguez I (¿?-¿?) fue el segundo rey del Reino de Sobrarbe en la actual provincia de Huesca, en Aragón en España.
García Íñiguez I forma parte de los llamados siete reyes legendarios del Sobrarbe, siendo el segundo de ellos, muchos de los cuales lo son al mismo tiempo del reino de Pamplona. Reinó entre los años 758 y 802. Como en el caso de los otros reyes de Sobrarbe, especialmente en los cuatro primeros, no hay apenas datos sobre su existencia o fechas en que reinaron, por lo que se mezcla la historia con la leyenda.
Aparece nombrado en la Crónica de San Juan de la Peña como sucesor de Garci Ximénez:

Depues de la muert del dito rey García Ximenez, regnó en Pamplona el rey García Ennego entro l'año de nuestro Senyor DCCCXCI.